# Latin Awards Canada
Latin Awards Canada es una ceremonia de premiación de música, arte, cultura, medios, personalidades y todo lo relacionado con el entretenimiento hispano en Canadá. Este evento fue creado y producido por el animador y productor de radio Sr. Anibal Cruz y se realiza anualmente desde el 5 de septiembre de 2015. Univisión Canadá los ha reconocido como los premios más importantes de la música latina en Canadá.
Tiene como objetivo premiar y reconocer el valor y el éxito de artistas, empresarios, periodistas, productores, TV, locutores, promotores, DJs, arte, cine, redes sociales, danza, cultura y medios hispanos en Canadá durante su último año de trabajo. También se entregan premios especiales a personalidades, productores, representantes del arte, el cine, la danza, la cultura, los medios de comunicación y artistas locales e internacionales.
Las nominaciones están bajo la responsabilidad del comité de selección. La selección se realiza a través de encuestas en las diferentes áreas y está respaldada por expertos que tienen las habilidades en el campo. Los laureados son elegidos de los votos del público recogidos en la página oficial del evento, de igual manera, se cuenta con un grupo de jurados con experiencia y conocimiento de la industria musical y en otras materias según la categoría. Este último otorgará una nota adicional a los nominados, que se sumará a los votos recibidos por el público.
Personalidades como Lucho de Sedas, Elvis Martinez, Miguel Barnet, Eliades Ochoa, Elio Alcindor, Andy Baquero, Cruzito, entre otros, han sido reconocidas por su desenvolvimiento artístico en el país norteamericano.

## Historia
Latin Awards Canada es una iniciativa del productor dominicano Aníbal Cruz, presidente de la Fundación Cruz-A, quien durante casi diez años dirigió los programas latinos de la emisora 106.3 FM, perteneciente a uno de los grupos radiales más importantes de todo Canadá.
En 2016, Woodbine Mall fue escenario de la premiación, con un homenaje a nueve latinos destacados. Todos los medios hispanos de Montreal y del resto de Canadá se dieron cita en el Symposia Theatre para transmitir el evento Latin Awards Canada y por otro lado asistieron diversos artistas, entre otros líderes de la comunidad hispana.
En 2017, el evento se llevó a cabo en el Teatro Rialto de Montreal y contó con la presencia de la exreina de belleza Ninela Sánchez y el locutor de radio Janeiro Matos como presentadores de la noche. Este año, Traccos Solutions, rama comercial de Traccos Films dedicada a la captura de programas en vivo y webcast, cerró un acuerdo con la Fundación Cruz-A para la producción audiovisual de la tercera entrega de los Premios Latinos Canadá.
La cuarta edición de los Latin Awards Canada se llevó a cabo nuevamente en 2018 en el Teatro Rialto. A este evento viajaron cantantes internacionales como Pedro Fernández (México), Elvis Martínez “El Jefe” (República Dominicana), Tommy Titerito (República Dominicana), Eliades Ochoa (Cuba) y Etienne Drapeau (Canadá).
El 27 de diciembre de 2020 se llevó a cabo en Montreal la sexta edición de los Latin Awards Canada bajo estrictas medidas de seguridad debido al Covid-19.
En 2023, se celebró en el teatro Marguerite-Bourgeoys Montreal en Canadá. La conducción estuvo a cargo de Claudia López y Michael Tello.

### Selección de nominados y elección de ganadores
El público vota por teléfono, mensaje de texto y a través de una urna para emitir sus votos para elegir a sus nominados favoritos. Asimismo, una asociación de artistas, aliados de comunicadores independientes y miembros de Latin Awards Canada podrán elegir y votar a los candidatos.

## Categorías

### Artistas
- Arreglista o productor del año
- Compositor del año
- Arreglista o productor urbano del año
- Dúo de cantantes o grupo urbano en el extranjero
- Cantante del año
- Cantante del año
- Artista revelación del año
- Artista público del año (voto popular)
- Artista cristiano del año
- Artista latino más popular del año en Canadá
- Artistas Internacionales

### Radio
- Mejor programa de radio
- Mejor locutor de radio
- Mejor radio por internet
- Mejor animador en escena.
- Promotores de Festivales y Eventos
- Productor de eventos del año
- Promotor de eventos del año.
- Promotores de discotecas del año
- Festival del año

### DJ
- DJ contemporáneo del año
- Dj Urbain (joven) del año

### Periodista
- Periodista del año
- Medios digitales informativos del año
- Revista del año

### Danza y cultura
- Grupo Folclórico Cultural y Danza del Año
- Mejor director / productor de película para televisión
- Mejor fotógrafo clásico
- Otro